# Indela-6
Indela-6 — белорусский беспилотный летательный аппарат, разработанный ООО «КБ Индела».

## Описание
Взлёт и посадка осуществляется по самолётному. В аварийных случаях посадка может осуществляться с использованием парашюта. Информация с борта БПЛА передается по радиоканалу на наземную станцию управления, и дополнительно записывается на бортовой накопитель. Контроль над беспилотником осуществляется при помощи НСУ, включающей все нужные для управления полетом компоненты и оборудование. НСУ довольно мобильная. Для транспортировки устанавливается в специальный транспортный контейнер. По желанию заказчика конструкция дрона может наращивать количество пилотажно-навигационного оборудования и расширять области применения комплекса.

## Функционал
Основное функциональное назначение — дистанционное наблюдение и передача видеоинформации на НСУ в режиме реального времени.
«Indela-6» может привлекаться к различного рода деятельности, в том числе:
- мониторинг мест пожаров, техногенных происшествий, наводнений, массовых беспорядков и террористических угроз;
- осуществление поисковых работ;
- проведение аэросъёмки местности;
- осмотр линий трубопроводов и электропередач, обнаружение повреждений и дефектов;
- выполнение воздушной разведки;
- осуществление охранных мероприятий закрытых объектов и больших территорий;
- слежение за подвижными целями.

## Характеристики
Полезная нагрузка составляет 35 кг. Беспилотник может развивать максимальную скорость до 140 км/ч. Практический потолок – 4 км, а радиус действия не превышает 50 км. Оригинальная версия способна работать до 1,5 часов, а модификации «Indela-6M» — до 7—10.